# نشاط‌آفرینان
نشاط‌آفرینان (فرانسوی: Les Chatouilleuses‎) که با نام لذت‌بخش‌های سکسی (ایتالیایی: Le sexy goditrici) هم شناخته می شود، یک فیلم کمدی جنسی وسترن به کارگردانی خسوس فرانکو است که در سال ۱۹۷۵ منتشر شد. علاوه بر نسخهٔ اصلیِ فرانسوی، یک نسخهٔ هاردکورِ ایتالیایی به نامِ لذت‌بخش‌های سکسی بر رویِ نوارِ ویدئو منتشر شده‌است. از بازیگران فیلم می‌توان به لینا رومای، فرد ویلیامز، پاملا استنفورد، ویلی براک و مونیکا سوین اشاره کرد.